# Ulla Tørnæs

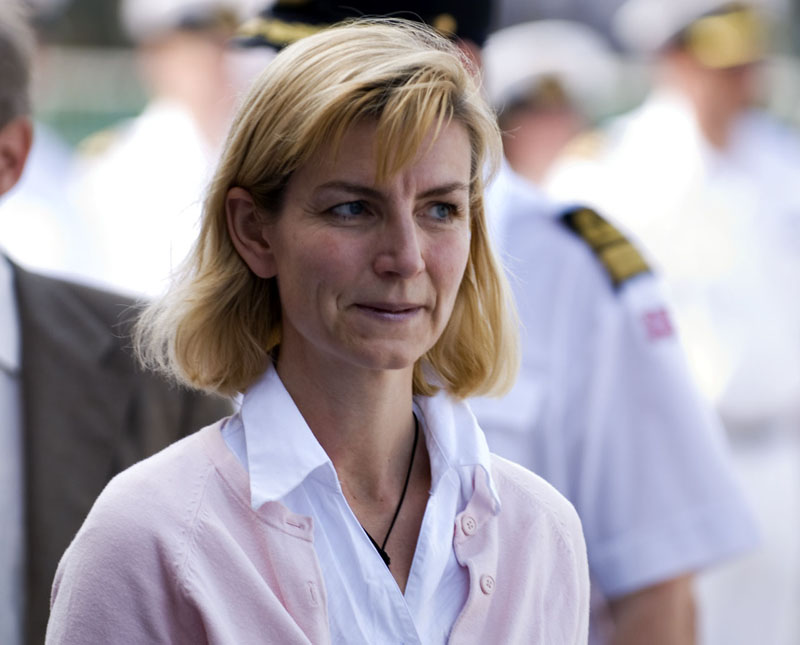
Ulla Tørnæs im Februar 2008

Ulla Tørnæs (* 4. September 1962 in Esbjerg) ist eine dänische Politikerin der Venstre und war von 2016 bis 2019 dänische Entwicklungsministerin.

## Leben
Ihre Eltern sind der dänische Politiker Laurits Tørnæs und Katty Tørnæs. 
In der Regierung Anders Fogh Rasmussen I war sie Bildungsministerin. In der Regierung Anders Fogh Rasmussen II, in der Regierung Anders Fogh Rasmussen III und in der Regierung Lars Løkke Rasmussen I war sie von 2005 bis Februar 2010 Ministerin für Entwicklungszusammenarbeit. Ihr Nachfolger im Amt wurde Søren Pind. 
Seit 2014 war sie Abgeordnete im Europäischen Parlament. Dort war sie Mitglied im Ausschuss für Beschäftigung und soziale Angelegenheiten und Mitglied in der Delegation für die Beziehungen zu den Ländern Südostasiens und der Vereinigung südostasiatischer Staaten (ASEAN). 2013 wurde sie in den Stadtrat der Kommune Holstebro gewählt; im Oktober 2015 legte sie das Mandat nieder.
Montag, 29. Februar 2016 wurde Ulla Tørnæs Ausbildungs- und Forschungsministerin in der Regierung Lars Løkke Rasmussen II. Morten Løkkegaard ersetzt Tørnæs im Europäischen Parlament.